# Aussichtsturm

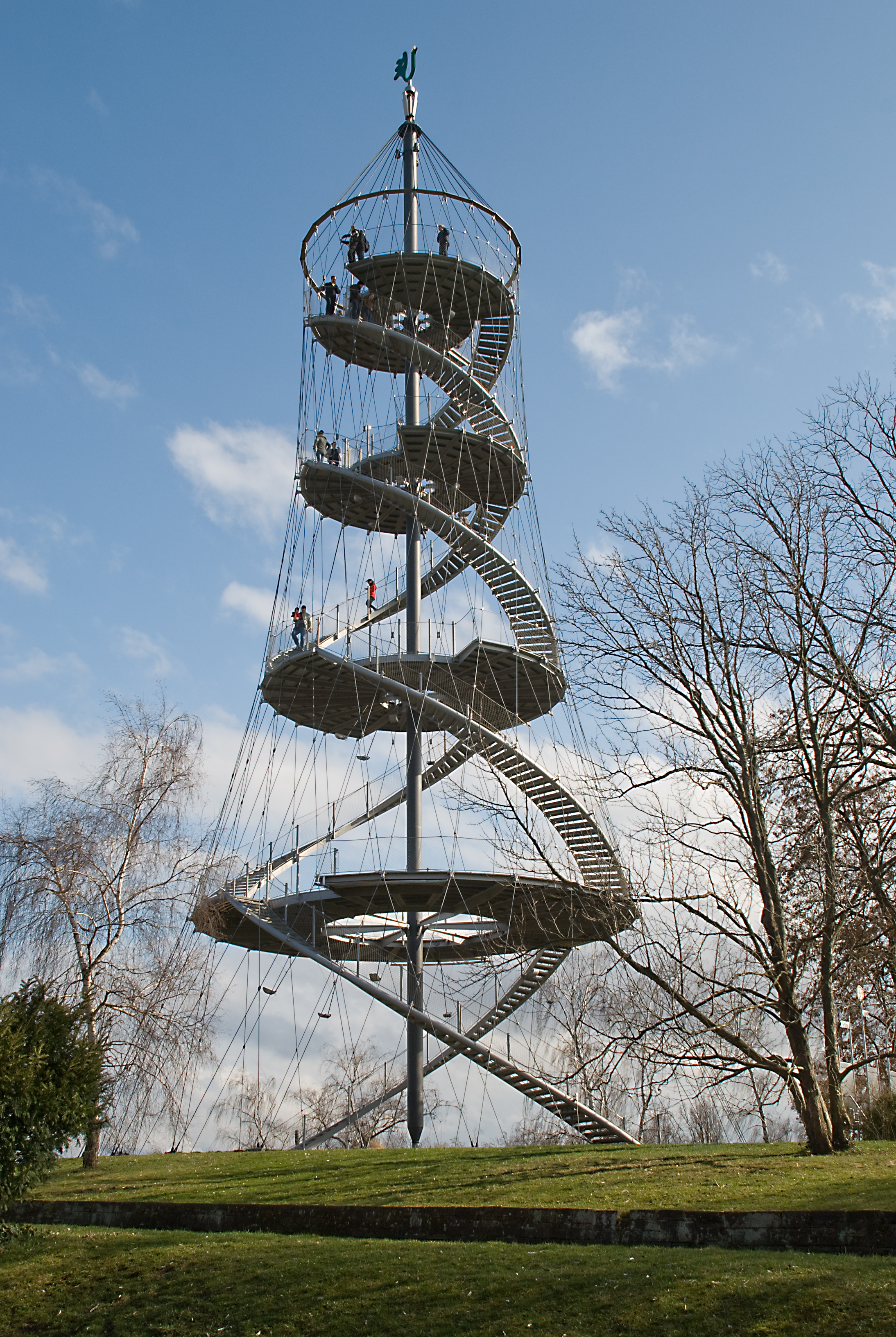
Killesbergturm in Stuttgart von Jörg Schlaich

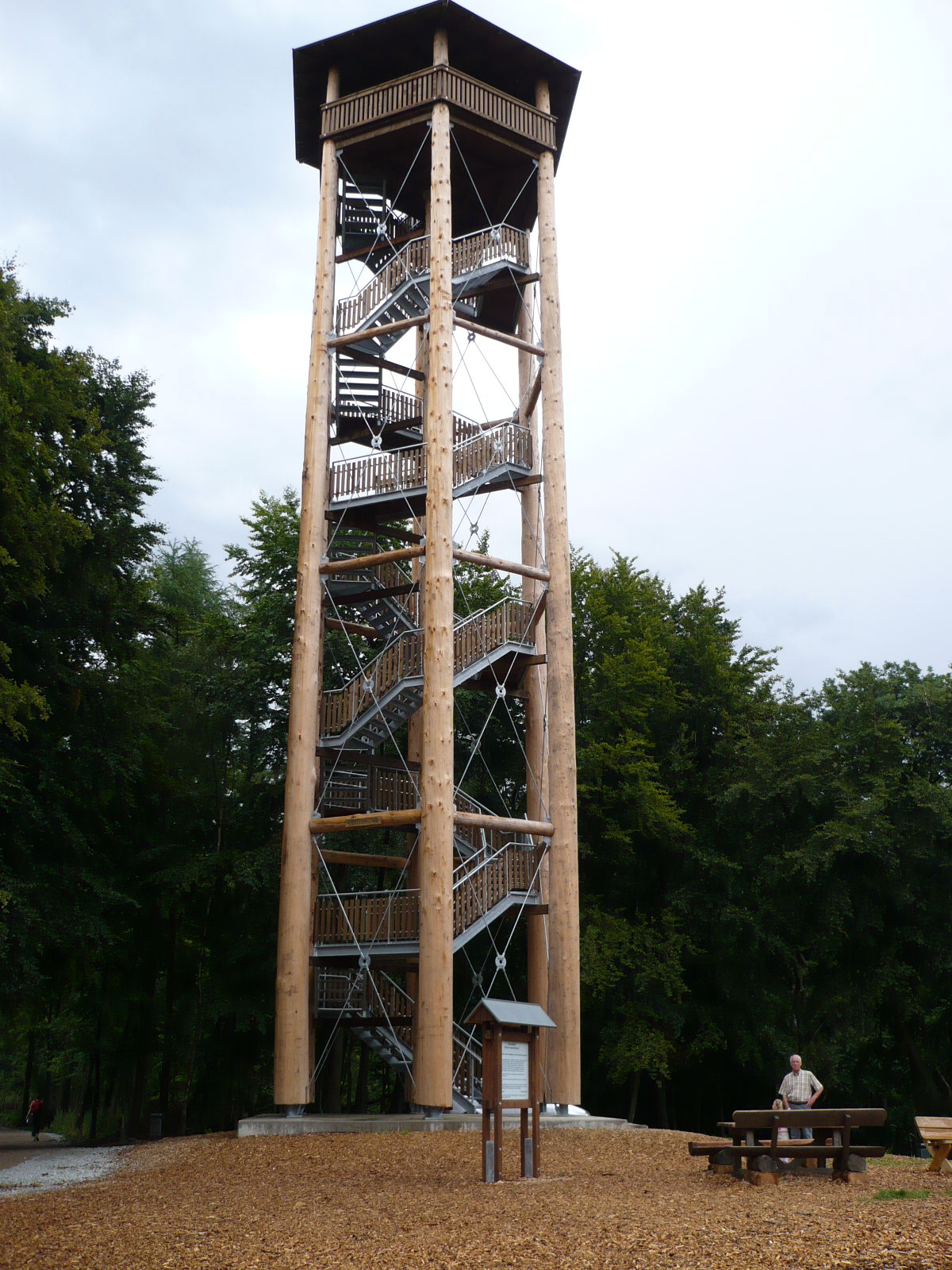
Aussichtsturm Ottoshöhe, vierter Turm von 2008

Ein Aussichtsturm (auch Aussichtswarte oder Beobachtungsturm) hat die Funktion, eine möglichst weite Fernsicht und eine instruktive Rundsicht von 360° zu ermöglichen. Auf bewaldeten Bergen sollte ein solcher Turm die höchsten Bäume zumindest knapp überragen.
Im Gegensatz zu Observatorium, Flughafen-Tower und Ähnlichem dient die Aussicht der Freizeit und dem Vergnügen. Viele ältere Aussichtstürme sind gemauerte, oft mittelalterlichen Warten nachempfundene Bauwerke. Daneben gibt es zahlreiche ältere Aussichtstürme, die aus Holz oder Eisen (Gusseisen beziehungsweise Walzstahlprofile) bestehen.
Bei den meisten älteren Aussichtstürmen ist kein Aufzug vorhanden. Die Plattformhöhe liegt meist zwischen 5 und 40 Metern.

## Entwicklung

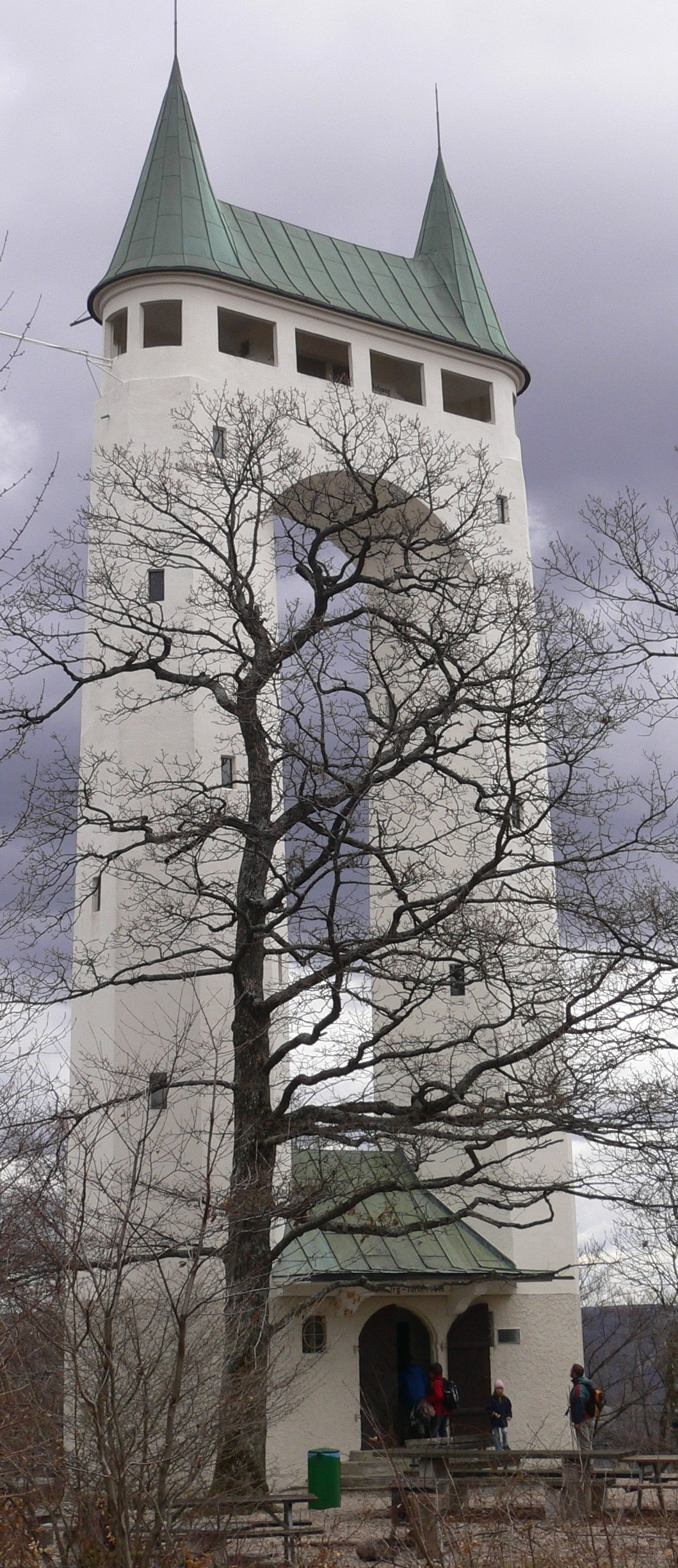
Schönbergturm bei Pfullingen

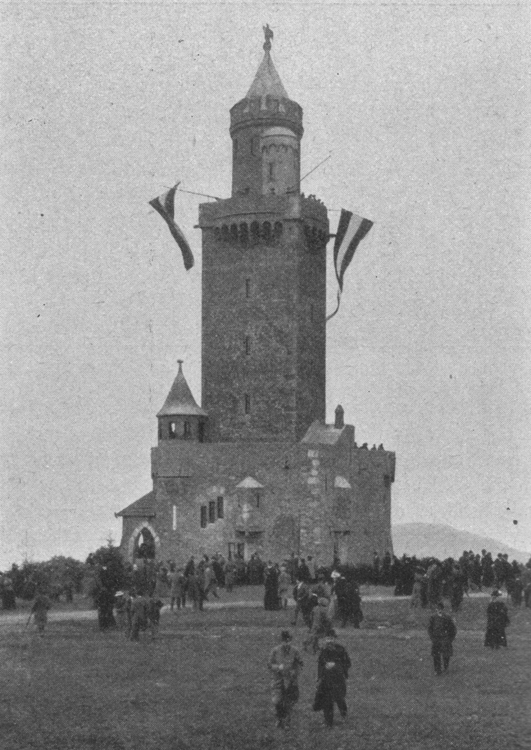
Der Aussichtsturm Großer Feldberg nach seiner Eröffnung im Jahr 1902

In Deutschland wurden Aussichtstürme in freier Natur erstmals Ende des 18. Jahrhunderts erbaut, zunächst oft von Adeligen. Ab der Mitte des 19. Jahrhunderts ging diese Bauaufgabe an die Bürgerschaft über und wurde von Vereinen und Komitees getragen. Höhepunkt dieser Aktivitäten war die Zeit des Deutschen Kaiserreichs (1871–1918), als nach Rücktritt des Reichskanzlers Otto von Bismarck 1890 mit dem Bau der insgesamt 240 Bismarcktürme begonnen wurde. Diesen Aktivitäten folgten dann Kaisertürme und Kaiser-Wilhelm-Türme.
In Österreich und der Schweiz wurden viele Aussichtswarten von Alpen- und Touristenvereinen errichtet und werden von ihnen betreut. Auf waldigen Bergen in der Umgebung von Hauptstädten waren auch Adlige und Bürgerkomitees tätig; viele Warten tragen – wegen der langen Regierungszeit von Kaiser Franz Joseph – den Namen Jubiläumswarte.
Meist waren diese Bauwerke gemauerte Türme, gelegentlich auch Holz- oder Eisenkonstruktionen. Bei fast allen diesen Bauwerken ist der Zugang nur über eine Treppe möglich.
Die meisten dieser Bauwerke werden als Aussichtsturm genutzt, daneben dienten manche dieser Türme zu Zeiten hoher Waldbrandgefahr auch als Feuerbeobachtungsposten oder in Kriegszeiten als militärischer Beobachtungsposten, teils mit daneben befindlicher Flakstellung. Eine über die Funktion als Aussichtsturm hinausgehende Nutzung ist bei den meisten dieser Bauwerke nicht vorgesehen; manche tragen auch Antennen für BOS-Funk, für Mobilfunk oder UKW- und TV-Sender kleiner Leistung.
Hohe Aussichtstürme entstanden erst Ende des 19. Jahrhunderts nach Erfindung des Aufzugs. Hier sind vor allem der Eiffelturm und der Blackpool Tower zu nennen. In Deutschland entstand zwischen 1924 und 1926 auf dem Berliner Messegelände der Berliner Funkturm als kombinierter Sende- und Aussichtsturm.
Nach dem Zweiten Weltkrieg bestand für den Aufbau von UKW-Radio- und Fernseh-Sendenetzen und übergeordneten Weitverkehrs-Fernmeldeverbindungen mittels Richtfunk ein großer Bedarf an hohen Türmen, besonders abseits der hohen Gebirgszüge. In zahlreichen Großstädten bestand der Wunsch, diese Türme mit einer Aussichtsplattform zu versehen, dabei handelt es sich aber nicht um Aussichts-, sondern um Sendetürme, Beispiele hierfür sind der Fernmeldeturm Mannheim oder der Berliner Fernsehturm. An anderen Orten wurde die Bauform des Kopfturms übernommen und hohe Aussichtstürme ohne nachrichtentechnische Notwendigkeit gebaut wie der Skylon Tower bei den Niagarafällen oder der Donauturm im Wiener Donaupark, welcher mit der Wiener Internationalen Gartenschau (WIG 64) eröffnet wurde, für die der Turm auch ein starker Orientierungspunkt im Park sein sollte.

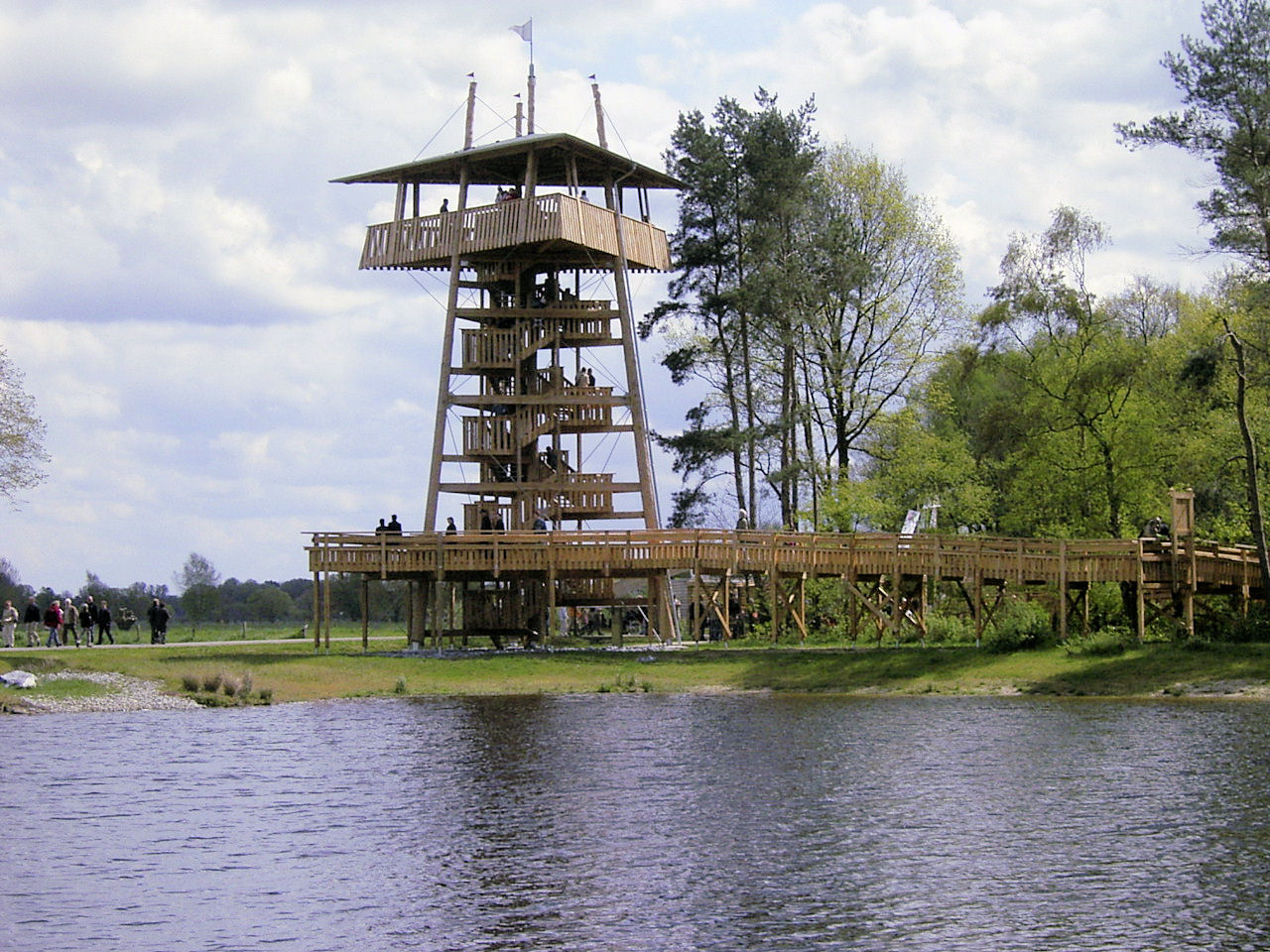
Aussichtsturm für die Landesgartenschau in Rietberg

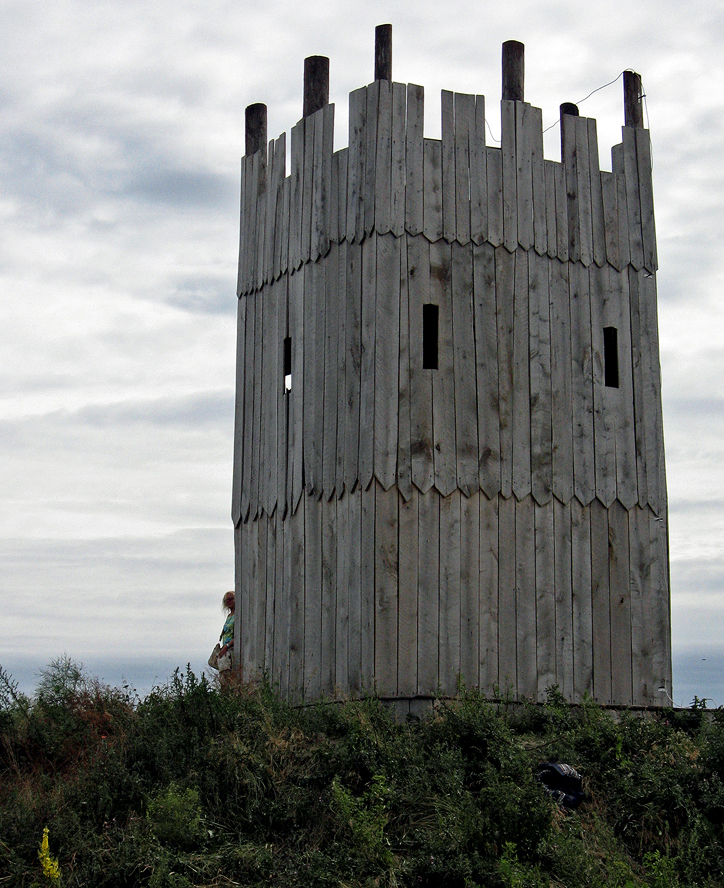
Aussichtsturm. Fotevikens Museum 2007.

Es werden noch immer Aussichtstürme errichtet, sowohl auf Gartenschauen als auch in landschaftlichem Kontext. So sah beispielsweise der Ausbauplan von 1958 für den Naturpark Pfälzerwald sieben Aussichtstürme vor.
Neu ist der Bau von temporären Aussichtstürmen und Informationszentren bei Großbaustellen, wie dem 2004 aufgestellten 13 m hohen stählernen View Point des Architektenbüros Renner Hainke Wirth in der Hamburger HafenCity, dem 2007 eröffneten 32 m hohen BBI-Info-Tower mit Aufzug und zu bezahlender Eintrittsgebühr beim Flughafen Berlin Brandenburg und dem 2010 bis zum Jahreswechsel 2014/15 aufgestellten 60 m hohen „bahnorama“ mit einer Aussichtsplattform auf 40 m und Lift beim Bau des Wiener Hauptbahnhofs, welcher der höchste begehbare Holzturm Europas war.
Moderne Aussichtstürme werden im Regelfall nicht gemauert, sondern als Holz-, Beton- oder Stahlkonstruktion verwirklicht.
Manche Türme sind unentgeltlich zugänglich, andere nur gegen Eintritt.
Einige Türme sind nur zu bestimmten Zeiten oder Anlässen (wie dem Tag des offenen Denkmals) zugänglich. Bei kleinen Türmen ist die Plattform oft unverglast. Einige Türme haben ein Restaurant im Turmfuß oder in einem Nachbargebäude. Auch in manchen Vergnügungsparks befinden sich Aussichtstürme.

## Alternativen zu Aussichtstürmen
Als Alternative zu Aussichtstürmen wurden auf manchen Bergen auch Aussichtsplattformen oder Aussichtsterrassen bei Gaststätten, oder auf dem Dach von Bergstationen der Seilbahnen realisiert. Solche Aussichtspunkte lassen in vielen Fällen den Ausblick nicht in alle Richtungen zu.
Türme, die nicht mehr zu ihrer ursprünglichen Funktion genutzt werden, werden vielfach mit Aussichtsplattformen ausgestattet. Eine gewisse Kuriosität seiner Art bildete der bis 2010 mit einer begehbaren Aussichtskanzel kombinierte Freileitungsmast 93 der Anlage 4101 bei Köln.